# Salt Lake-templet

Salt Lake-templet (Salt Lake Temple), är ett tempel uppfört av Jesu Kristi Kyrka av Sista Dagars Heliga mitt på Tempeltorget i Salt Lake City, Utah. Vid Tempeltorget ligger också Salt Lake-tabernaklet och Salt Lake Assembly Hall. Salt Lake-templet är kyrkans största tempel.
Brigham Young, kyrkans andre president, valde ut platsen för templet i juli 1847, strax efter de första mormonpionjärerna anlänt till Salt Lake Valley efter sin flykt från Nauvoo, Illinois. Byggarbetet satte igång 1853 och efter ett problematiskt arbete – bland annat blev man tvungna att avbryta arbetet under Utah-kriget – färdigställdes templet 1892. Wilford Woodruff, kyrkans fjärde och dåvarande president, föreslog då att man skulle arbeta ett år med interiören så att templet kunde invigas jämnt 40 år sedan arbetet påbörjats. Så skedde och templet invigdes den 6 april 1893 av Woodruff. 

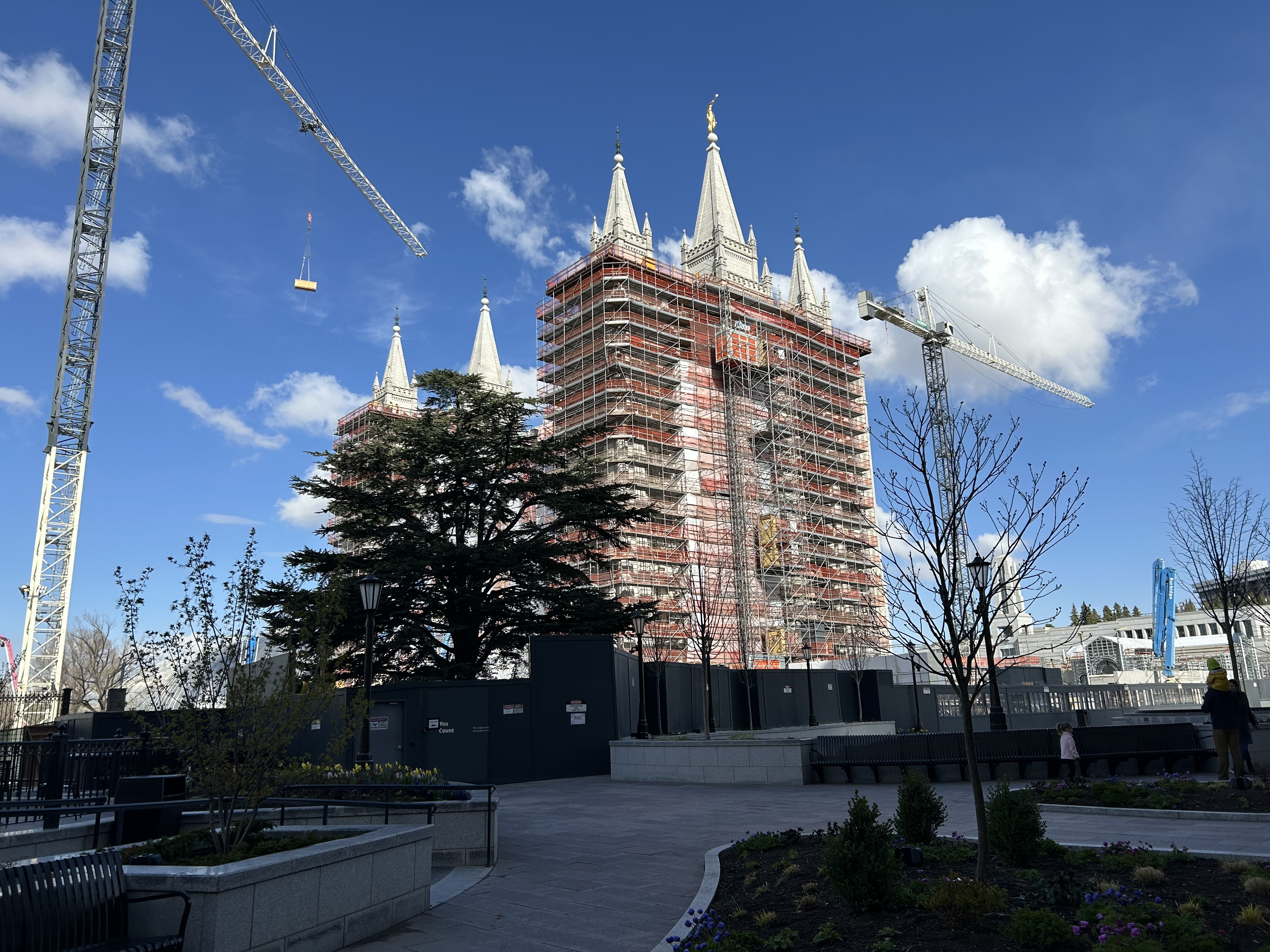
Salt Lake-templet med byggnadsställningar 2025

Salt Lake-templet var kyrkans sjätte tempel. Innan kyrkan flyttade till Utah hade man byggt två tempel (i Kirtland, Ohio och Nauvoo, Illinois). Salt Lake-templet var det första templet som kyrkan började bygga i Utah men tre andra färdigställdes tidigare. Templet var stängt för omfattande renovering mellan juli 1962 och maj 1963.
Templets 40 år långa färdigställande dramatiseras i filmen The Mountain of the Lord (1993) som producerades av Jesu Kristi Kyrka av Sista Dagars Heliga.
Templet stängdes för renovering 2019, bland annat för att förstärkas för att klara jordbävningar. Renoveringen beräknades ta fyra år men har efter ändrade planer dragit ut på tiden. I februari 2025 meddelade kyrkans president Russell M. Nelson att efter att renoveringen är klar kommer templet vara öppet för allmänheten från april till oktober 2027.